# Moldavie au Concours Eurovision de la chanson 2015
La Moldavie a annoncé en 2014 sa participation au Concours Eurovision de la chanson 2015 à Vienne, en Autriche. Le pays est représenté par Eduard Romanyuta et sa chanson I Want Your Love, sélectionnés lors de l'émission O Melodie Pentru Europa 2015 le 28 février 2015.

## O Melodie Pentru Europa 2015

### Format
L'émission O Melodie Pentru Europa 2015 est développée par le diffuseur moldave TRM pour sélectionner l'artiste et la chanson qui représenteront la Moldavie à l'Eurovision 2015. La sélection comprend trois étapes : tout d'abord, les différentes chansons soumises au diffuseur sont réduites à un nombre de cinquante par un panel de jury. Ensuite, ces cinquante artistes passent des auditions devant un jury qui réduirait ensuite le nombre de participants à vingt-quatre. Enfin, les vingt-quatre derniers participants participent à la sélection télévisée constituée de deux demi-finales, diffusées les 24 et 26 février 2016, et d'une finale, diffusée le 28 février 2015.

### Chansons
Les chansons participant à la sélection sont résumées dans les tableaux ci-dessous. Le groupe Edict s'est retiré le 7 février 2015 après avoir été retenu pour les demi-finales. Il a été remplacé par Anișoara Volînschi et sa chanson Vocea inimii.
| Auditions en direct – 17 janvier 2015 | Auditions en direct – 17 janvier 2015 | Auditions en direct – 17 janvier 2015 |
| Artiste                               | Chanson                               |                                       |
| ------------------------------------- | ------------------------------------- | ------------------------------------- |
| Andi Fraggs                           | One Song                              |                                       |
| Anewta C                              | Unshakable                            |                                       |
| Anișoara Volînschi                    | Vocea inimii                          |                                       |
| Asifa Lahore                          | You and I                             |                                       |
| Carolina Gorun                        | Sublime                               |                                       |
| Cezara                                | Am devenit străini                    |                                       |
| Christopher Wortley                   | Here and Never                        |                                       |
| Cristina Serbin                       | "Moldova                              |                                       |
| Dana Markitan                         | Love Me                               |                                       |
| Dana Markitan                         | În ochii tăi                          |                                       |
| Diana Brescan                         | Up and Down                           |                                       |
| Doinița Gherman                       | Inimă fierbinte                       |                                       |
| Domenico Protino                      | Let Me Fly                            |                                       |
| DoReDoS                               | Maricica                              |                                       |
| Edict                                 | Our Star                              |                                       |
| Eduard Romanyuta                      | I Want Your Love                      |                                       |
| Egor Luts                             | The Queen of the Road                 |                                       |
| Glam Girls                            | Magia                                 |                                       |
| Igor Ni                               | What a Woman                          |                                       |
| Irina Kitoroagă                       | I'm Gonna Get You                     |                                       |
| Julia Sandu                           | Fire                                  |                                       |
| Katalina Rusu                         | Seventeen                             |                                       |
| Kitty Brucknell                       | Remix                                 |                                       |
| Kitty Brucknell                       | Yearning                              |                                       |
| Lidia Isac                            | I Can't Breathe                       |                                       |
| Marcel Roșca                          | Feelings Will Never Leave             |                                       |
| Martin Milnes                         | Surrender                             |                                       |
| Max Zavidia                           | Doar cu tine                          |                                       |
| Mevv                                  | Paralel                               |                                       |
| Michael Ra feat. Raby                 | Good Time                             |                                       |
| Mihaela Andrei                        | About Love                            |                                       |
| Miss M                                | Lonely Stranger                       |                                       |
| Natalia Moraru                        | Belong to You                         |                                       |
| Nicollette Fyo                        | Love Is from Heaven                   |                                       |
| Olea Roshe                            | Nu                                    |                                       |
| Raby                                  | Hero                                  |                                       |
| Raby                                  | Mereu împreună                        |                                       |
| Rodica Aculova                        | My Light                              |                                       |
| Samir Loghin                          | Uit                                   |                                       |
| Serj Kuzenkoff                        | Danu năzdrăvanu                       |                                       |
| Stela Boțan                           | Save Me                               |                                       |
| SunStroke Project                     | Lonely                                |                                       |
| SunStroke Project & Michael Ra        | Day After Day                         |                                       |
| Tatiana Popa                          | Love You Not                          |                                       |
| Tudor Bumbac                          | Trandafirii albi                      |                                       |
| Valeria Pașa                          | I Can Change All My Life              |                                       |
| Vasile Muntean                        | Stai cu mine                          |                                       |
| Vera & Diana Popa                     | Faith                                 |                                       |
| Veronica Vișnevscaia                  | Like a Flame                          |                                       |
| Vitalie Todirașcu                     | Tu singura                            |                                       |

| Artiste                        | Chanson                   |
| ------------------------------ | ------------------------- |
| Anișoara Volînschi             | Vocea inimii              |
| Carolina Gorun                 | Sublime                   |
| Cezara                         | Am devenit străini        |
| Dana Markitan                  | Love Me                   |
| Diana Brescan                  | Up and Down               |
| Doinița Gherman                | Inimă fierbinte           |
| Domenico Protino               | Let Me Fly                |
| DoReDoS                        | Maricica                  |
| Edict                          | Our Star                  |
| Eduard Romanyuta               | I Want Your Love          |
| Glam Girls                     | Magia                     |
| Irina Kitoroagă                | I'm Gonna Get You         |
| Julia Sandu                    | Fire                      |
| Kitty Brucknell                | Remix                     |
| Lidia Isac                     | I Can't Breathe           |
| Marcel Roșca                   | Feelings Will Never Leave |
| Mihaela Andrei                 | About Love                |
| Miss M                         | Lonely Stranger           |
| Raby                           | Hero                      |
| Serj Kuzenkoff                 | Danu năzdrăvanu           |
| Stela Boțan                    | Save Me                   |
| SunStroke Project & Michael Ra | Day After Day             |
| Valeria Pașa                   | I Can Change All My Life  |
| Vera & Diana Popa              | Faith                     |
| Vitalie Todirașcu              | Tu singura                |

### Demi-finales
Les demi-finales ont eu lieu les 24 et 26 février 2015. Lors de chacune d'elles, douze artistes participent et huit sont qualifiés en finale. Sept d'entre eux sont qualifiés grâce à un vote composé pour moitié du télévote et pour l'autre moitié du vote d'un jury composé de neuf jurés. Le huitième est choisi par un tour supplémentaire de télévote parmi les cinq artistes restants.
De manière analogue à l'Eurovision, chaque juré attribue 1 à 8 puis 10 et 12 points à ses dix chansons préférées. Celui qui reçoit le plus de points de l'ensemble des jurés reçoit alors les 12 points du jury ; le deuxième 10 points ; le troisième 8 points, etc. Le télévote attribue également 12 points à celui ayant reçu le plus de voix, etc.

#### Première demi-finale
- Chansons qualifiées par le vote du jury et le télévote
- Chanson qualifiée par le télévote seul

| Ordre | Artiste                        | Chanson                   | Jury | Télévote | Télévote | Total | Place |
| Ordre | Artiste                        | Chanson                   | Jury | Voix     | Points   | Total | Place |
| ----- | ------------------------------ | ------------------------- | ---- | -------- | -------- | ----- | ----- |
| 1     | Eduard Romanyuta               | I Want Your Love"         | 7    | 2955     | 12       | 19    | 1     |
| 2     | Marcel Roșca                   | Feelings Will Never Leave | 5    | 172      | 3        | 8     | 7     |
| 3     | Kitty Brucknell                | Remix                     | 1    | 88       | 0        | 1     | 11    |
| 4     | Mihaela Andrei                 | About Love                | 2    | 183      | 4        | 6     | 8     |
| 5     | Raby                           | Hero                      | 0    | 306      | 6        | 6     | 9     |
| 6     | Glam Girls                     | Magia                     | 3    | 400      | 10       | 13    | 5     |
| 7     | Diana Brescan                  | Up and Down               | 12   | 200      | 5        | 17    | 2     |
| 8     | Serj Kuzenkoff                 | Danu năzdrăvanu           | 6    | 371      | 8        | 14    | 4     |
| 9     | Domenico Protino               | Let Me Fly                | 4    | 66       | 0        | 4     | 10    |
| 10    | SunStroke Project & Michael Ra | Day After Day             | 10   | 369      | 7        | 17    | 3     |
| 11    | Irina Kitoroagă                | I'm Gonna Get You         | 8    | 155      | 2        | 10    | 6     |
| 12    | Anișoara Volînschi             | Vocea inimii              | 0    | 146      | 1        | 1     | 12    |

#### Demi-finale 2
- Chansons qualifiées par le vote du jury et le télévote
- Chanson qualifiée par le télévote seul

| Ordre | Artiste           | Chanson                  | Jury | Télévote | Télévote | Total | Place |
| Ordre | Artiste           | Chanson                  | Jury | Voix     | Points   | Total | Place |
| ----- | ----------------- | ------------------------ | ---- | -------- | -------- | ----- | ----- |
| 1     | Vera & Diana Popa | Faith                    | 3    | 228      | 1        | 4     | 11    |
| 2     | Valeria Pașa      | I Can Change All My Life | 10   | 274      | 2        | 12    | 5     |
| 3     | Carolina Gorun    | Sublime                  | 2    | 318      | 3        | 5     | 9     |
| 4     | Stela Boțan       | Save Me                  | 5    | 1135     | 12       | 17    | 2     |
| 5     | Cezara            | Am devenit străini       | 4    | 188      | 0        | 4     | 10    |
| 6     | Doinița Gherman   | Inimă fierbinte          | 8    | 759      | 7        | 15    | 4     |
| 7     | Dana Markitan     | Love Me                  | 6    | 533      | 5        | 11    | 6     |
| 8     | DoReDoS           | Maricica                 | 7    | 807      | 10       | 17    | 1     |
| 9     | Vitalie Todirașcu | Tu singura               | 0    | 189      | 0        | 0     | 12    |
| 10    | Julia Sandu       | Fire                     | 0    | 594      | 6        | 6     | 8     |
| 11    | Lidia Isac        | I Can't Breathe          | 1    | 803      | 8        | 9     | 7     |
| 12    | Miss M            | Lonely Stranger          | 12   | 402      | 4        | 16    | 3     |

### Finale
La finale a eu lieu le 27 février 2016. Les seize participants encore en lice sont départagés par le même système de vote que lors des demi-finales, à ceci près que le jury compote onze et non plus neuf jurés.
| Ordre | Artiste                        | Chanson                   | Jury | Télévote | Télévote | Total | Place |
| Ordre | Artiste                        | Chanson                   | Jury | Voix     | Points   | Total | Place |
| ----- | ------------------------------ | ------------------------- | ---- | -------- | -------- | ----- | ----- |
| 1     | Miss M                         | Lonely Stranger           | 8    | 561      | 3        | 11    | 5     |
| 2     | Irina Kitoroagă                | I'm Gonna Get You         | 2    | 169      | 0        | 2     | 13    |
| 3     | Eduard Romanyuta               | I Want Your Love          | 10   | 13500    | 12       | 22    | 1     |
| 4     | Dana Markitan                  | Love Me                   | 4    | 473      | 2        | 6     | 10    |
| 5     | Diana Brescan                  | Up and Down               | 7    | 394      | 0        | 7     | 9     |
| 6     | Donița Gherman                 | Inimă fierbinte           | 0    | 1198     | 5        | 5     | 11    |
| 7     | DoReDoS                        | Maricica                  | 0    | 9608     | 10       | 10    | 6     |
| 8     | Stela Boțan                    | Save Me                   | 1    | 1999     | 7        | 8     | 8     |
| 9     | Mihaela Andrei                 | About Love                | 0    | 209      | 0        | 0     | 14    |
| 10    | Lidia Isac                     | I Can't Breathe           | 0    | 242      | 0        | 0     | 14    |
| 11    | Glam Girls                     | Magia                     | 0    | 72       | 0        | 0     | 14    |
| 12    | SunStroke Project & Michael Ra | Day After Day             | 6    | 4875     | 8        | 14    | 3     |
| 13    | Julia Sandu                    | Fire                      | 0    | 273      | 0        | 0     | 14    |
| 14    | Serj Kuzenkoff                 | Danu năzdrăvanu           | 5    | 1406     | 6        | 11    | 4     |
| 15    | Marcel Roșca                   | Feelings Will Never Leave | 3    | 470      | 1        | 4     | 12    |
| 16    | Valeria Pașa                   | I Can Change All My Life  | 12   | 1085     | 4        | 16    | 2     |

## À l'Eurovision
La Moldavie a participé à la première demi-finale, le 19 mai 2015. Arrivé 11e avec 41 points, le pays ne s'est pas qualifié pour la finale.